# 瞿姓
瞿姓是中国较为古老的姓氏之一，分布包含中國及越南部分地區，但在現代中国并不是一个常见的姓氏。瞿姓在《百家姓》中排第326位。

## 分布
- 云南省玉溪市红塔区北城镇莲池村委会麻线屯村小组(30户)
- 浙江省温州市鹿城区七都镇
- 浙江省杭州市萧山区南部
- 湖南省沅陵县明溪口镇瞿家溪村、榇木坪村（牛路坡组）(150户)
- 河南省正阳县韩庄村
- 湖北省黄梅县分路镇余桥村(150户)

## 外部連結
[在维基数据编辑]
 《百家姓》
 《欽定古今圖書集成·明倫彙編·氏族典·瞿姓部》，出自陈梦雷《古今圖書集成》